# آمالیا مارگاریان
آمالیا مارگاریان (ارمنی: Ամալիյա Մարգարյան؛ انگلیسی: Amalia Margaryan؛ زادهٔ ۱۰ فوریهٔ ۱۹۹۵) خواننده، ترانه‌سرا اهل ارمنستان است. وی از سال ۲۰۱۵ میلادی تاکنون در سبک‌های راک و آلترناتیو راک مشغول فعالیت بوده‌است.

## زندگی‌نامه
وی در ۱۰ فوریهٔ ۱۹۹۵ در ایروان به دنیا آمد و در سال ۲۰۱۶ از دانشکده حقوق دانشگاه دولتی ایروان از فارغ‌التحصیل گشت. 